# Zebrus zebrus
El gobio cebra (Zebrus zebrus) es una especie de peces, la única del género Zebrus, de la familia de los Gobiidae en el orden de los Perciformes.

## Morfología
Los machos pueden llegar a alcanzar los 5,5 cm de longitud total.

## Hábitat
Es un pez de Mar y, de clima tropical y demersal que vive hasta los m de profundidad.

## Distribución geográfica
Se encuentra en el Mar Mediterráneo: Albania, Argelia, Bosnia y Herzegovina, Croacia,  Francia, Grecia, Italia, el Líbano, el Marruecos, Serbia, Eslovenia,  España y Turquía

## Observaciones
Es inofensivo para los humanos.